# آنکوتیا
آنکوتیا (به لاتین: Ankutia) یک منطقهٔ مسکونی در بنگلادش است که در Chatmohar Upazila واقع شده‌است. آنکوتیا ۲٫۲۵ کیلومتر مربع مساحت و ۱٬۸۷۴ نفر جمعیت دارد.